# Euseius mundillovalis
Euseius mundillovalis är en spindeldjursart som först beskrevs av Schicha 1987.  Euseius mundillovalis ingår i släktet Euseius och familjen Phytoseiidae. Inga underarter finns listade i Catalogue of Life.